# 迪瑪·阿克塔
迪瑪·阿克塔（阿拉伯语：ديما الأكتع，1994年—）是出生于叙利亚的残疾人田径运动员，她在2022年入选BBC巾帼百名名单。

## 经历
阿克塔1994年出生于叙利亚。在2012年8月，她位于沙勒钦的家被轰炸，正在看电视的她被炸断一条腿。随后阿克塔家搬离叙利亚，在黎巴嫩生活数年后，2017年，阿克塔以难民的身份来到英国。在英国的生活安定下来后，她通过安装假肢，重新开始了跑步，而这是她从小就喜爱的运动。
随着COVID-19疫情发生，她参与了一项提倡步行的活动，这项活动最终筹集到超过7万英镑，来帮助处于难民营中的人获得疫苗接种。同时阿克塔正在积极训练，她准备参加2024年巴黎残奥会的100m短跑比赛。

## 荣誉
阿克塔对于残疾人体育的贡献得到了外界认可，2022年她被BBC选入巾帼百名，是入围的8位阿拉伯女性之一。流行歌手安-瑪莉以阿克塔的经历创作了一首歌曲《Beautiful,》。